# ناحیه ۴، شهرستان بنتون، آرکانزاس
ناحیه ۴، شهرستان بنتون، آرکانزاس (به انگلیسی: Township 4) یک منطقهٔ مسکونی در ایالات متحده آمریکا است که در شهرستان بنتون، آرکانزاس واقع شده‌است. ناحیه ۴ ۲۵٬۵۹۶ نفر جمعیت دارد.